# Canada's Drag Race (quinta edizione)
La quinta edizione di Canada's Drag Race andrà in onda in Canada dal 21 novembre 2024 sulla piattaforma streaming Crave, e sull'emittente OutTV.
Il 23 ottobre 2024 vengono annunciate le undici concorrenti, provenienti da tutto il Canada, con hanno l'obiettivo di essere incoronate come la prossima Canada's Next Drag Superstar.
The Virgo Queen, vincitrice dell'edizione, ricevette come premio 100000 C$, +una corona e uno scettro di Amped Accessories.

## Concorrenti
Le undici concorrenti che prendono parte al reality show sono:
| Concorrente          | Vero nome             | Età | Città                               | Posizionamento |
| -------------------- | --------------------- | --- | ----------------------------------- | -------------- |
| The Virgo Queen      | Jaden MacPhee         | 25  | Toronto – Ontario                   | Vincitrice     |
| Makayla Couture      | Makayla Walker        | 21  | Toronto – Ontario                   | 2º posto       |
| Helena Poison        | Matt Fancy            | 32  | Toronto – Ontario                   | 3º/4º posto    |
| Minhi Wang           | Ming Yao              | 39  | Toronto – Ontario                   | 3º/4º posto    |
| Perla                | Paul Conrad Schneider | 29  | Toronto – Ontario                   | 5º posto       |
| Xana                 | Braedon Palmer        | 26  | Vancouver – Columbia Britannica     | 6º posto       |
| Uma Gahd             | Ryan Sauvé            | 36  | Montréal – Québec                   | 7º posto       |
| Jaylene Tyme         | Jaylene McRae         | 52  | Vancouver – Columbia Britannica     | 8º posto       |
| Sanjina DaBish Queen | Sanjina Maslamani     | 32  | Toronto – Ontario                   | 9º posto       |
| Tiffany Ann Co.      | Tony Vu               | 32  | Vancouver – Columbia Britannica     | 10º posto      |
| Tara Nova            | Lukus Oram-Feltham    | 23  | Saint John's – Terranova e Labrador | 11º posto      |

## Tabella eliminazioni
| Ordine | Episodi | Episodi | Episodi | Episodi | Episodi | Episodi | Episodi | Episodi | Episodi         |
| Ordine | 1       | 2       | 3       | 4       | 5       | 6       | 7       | 8       | 9               |
| ------ | ------- | ------- | ------- | ------- | ------- | ------- | ------- | ------- | --------------- |
| 1      | Virgo   | Perla   | Virgo   | Minhi   | Makayla | Xana    | Minhi   | Helena  | The Virgo Queen |
| 2      | Makayla | Helena  | Helena  | Helena  | Perla   | Perla   | Helena  | Virgo   | Makayla Couture |
| 3      | Jaylene | Minhi   | Sanjina | Jaylene | Virgo   | Helena  | Makayla | Minhi   | Helena Poison   |
| 4      | Xana    | Jaylene | Minhi   | Perla   | Minhi   | Minhi   | Perla   | Makayla | Minhi Wang      |
| 5      | Uma     | Sanjina | Xana    | Virgo   | Uma     | Makayla | Virgo   | Perla   |                 |
| 6      | Sanjina | Makayla | Makayla | Xana    | Helena  | Virgo   | Xana    |         |                 |
| 7      | Minhi   | Virgo   | Uma     | Makayla | Xana    | Uma     |         |         |                 |
| 8      | Helena  | Uma     | Jaylene | Uma     | Jaylene |         |         |         |                 |
| 9      | Perla   | Xana    | Perla   | Sanjina |         |         |         |         |                 |
| 10     | Tara    | Tiffany | Tiffany |         |         |         |         |         |                 |
| 11     | Tiffany | Tara    |         |         |         |         |         |         |                 |

Legenda:
     La concorrente ha vinto la gara
     La concorrente è arrivata in finale ma non ha vinto la gara
     La concorrente è arrivata in finale, ma è stato eliminata
     La concorrente ha vinto la puntata
     La concorrente figura tra le prime, si è esibita in playback ma ha perso
     La concorrente figura tra le prime ma non ha vinto la puntata
     La concorrente è salva ed accede alla puntata successiva (l'ordine di chiamata è casuale)
     La concorrente figura tra le ultime ma non ed è a rischio eliminazione
     La concorrente figura tra le ultime due ed è a rischio eliminazione
     La concorrente è stata eliminata

## Giudici
- Brooke Lynn Hytes
- Brad Goreski
- Traci Melchor

### Giudici ospiti
- Lauren Chan
- Lu Kala
- Orville Peck
- Peaches
- Sarain Fox
- Shea Couleé
- Simone Denny
- Steph Tolev
- Ts Madison

## Special guest
- RuPaul
- Suki Doll
- Hollywood Jade
- Jimbo